# Émetteur de Solec Kujawski

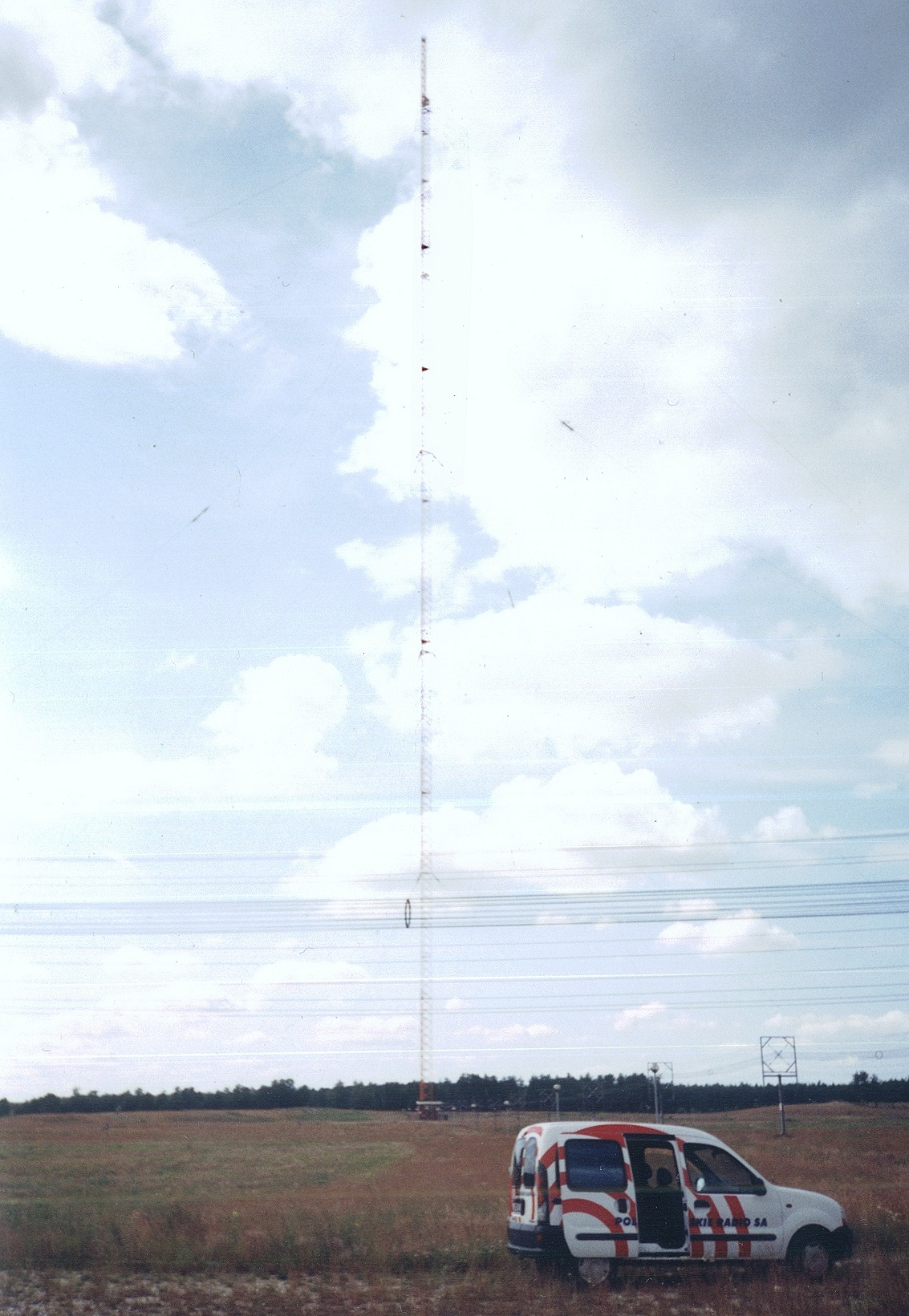
Émetteur de Solec Kujawski

L'Émetteur de Solec Kujawski est un nouvel émetteur de grandes ondes de la compagnie de radiodiffusion polonaise pour la fréquence 225 kilohertz. Sa construction était nécessaire après l'effondrement du mât de radiodiffusion de Radio Varsovie à Konstantynów le 8 août 1991 et l'opposition de la population locale à sa reconstruction. L'émetteur de Solec Kujawski a été construit en 1998/99 sur un ancien secteur militaire près de Solec Kujawski. L'émetteur a une puissance de 1000 kilowatts et est équipé d'amplificateurs à transistors MOSFET. Comme antennes sont employés une antenne directionnelle et deux mâts de 330 et 289 mètres de haut, qui sont distants de 330 mètres. Le mât de 330 mètres est la construction la plus grande de la Pologne actuelle.
- Coordonnées géographiques du mât de 330 mètres : 53° 01′ 22″ N, 18° 15′ 40″ E
- Coordonnées géographiques du mât de 289 mètres : 53° 01′ 14″ N, 18° 15′ 51″ E

## Programmes transmis
| Radio (grandes ondes)   | Radio (grandes ondes) | Radio (grandes ondes) | Radio (grandes ondes) |
| Programme               | Fréquence             | Puissance transmise   |                       |
| ----------------------- | --------------------- | --------------------- | --------------------- |
| Polskie Radio Program I | 225 kHz               | 1000 kW               |                       |

## Liens
- http://fr.structurae.de/structures/data/index.cfm?ID=s0014175
- http://fr.structurae.de/structures/data/index.cfm?ID=s0014174
- http://www.pg.gda.pl/~sp2pzh/solec.html
- http://jerzyjedrzejkiewicz.webpark.pl/str01/gabin-rcn_02.html
- http://archiwum.wiz.pl/1999/99113500.asp
- http://www.skyscraperpage.com/diagrams/?b45027
- http://www.skyscraperpage.com/diagrams/?b45028